# Yalınkuyu, Nazilli
Yalınkuyu là một xã thuộc huyện Nazilli, tỉnh Aydın, Thổ Nhĩ Kỳ. Dân số thời điểm năm 2010 là 279 người.